# Linda Hesse
Linda Hesse (* 22. Mai 1987 in Halberstadt) ist eine deutsche Sängerin.

## Leben und Karriere
Linda Hesse wuchs in ihrer Geburtsstadt Halberstadt auf. Sie besuchte das Käthe-Kollwitz-Gymnasium und nahm Gesangsunterricht. 2004 war sie Teilnehmerin der Sat.1-Castingshow Star Search. Nach dem Abitur wurde sie 2007 Mitglied der Popmusikgruppe Wir3.
2011 begann Hesse ihre Solo-Karriere. Am 26. Oktober 2012 veröffentlichte sie ihre Debütsingle Ich bin ja kein Mann. Am 15. Februar 2013 erschien ihr Debütalbum Punktgenaue Landung. Die Kompositionen und Arrangements der Lieder ihrer ersten vier Alben (2012–2020) steuerte André Franke, die Texte Joachim Horn-Bernges bei.
Hesse ließ sich als Covergirl für die Juniausgabe 2018 des deutschen Playboy fotografieren. Im September 2018 war Linda Hesse als Kandidatin von Fort Boyard zu sehen.
Aus einer dreijährigen Beziehung hat sie einen Sohn (* 2023).

## Soziales Engagement
Das soziale Engagement der Sängerin gilt vor allem den an Krebs erkrankten Kindern und Jugendlichen. 2014 wurde Hesse Botschafterin der Kampagne Mit aller Kraft gegen den Krebs der Deutschen Krebshilfe. Anlässlich des 40-jährigen Bestehens der Organisation widmete sie dieser ihr Lied Mit aller Kraft. 2016 gab sie mit dem Bandkollegen und Produzenten André Franke ein exklusives Konzert für krebskranke Kinder an der Charité Berlin. Im Jahr 2017 setzte sie ihre Musik-Begegnungen mit einem exklusiven Konzert in der Klinik und Poliklinik für Kinder- und Jugendmedizin am  Universitätsklinikum Carl Gustav Carus Dresden fort.

## Diskografie

### Alben
- 2013: Punktgenaue Landung
- 2014: Hör auf dein Herz
- 2016: Sonnenkind
- 2018: Mach ma laut

### Singles
- 2012: Ich bin ja kein Mann
- 2012: Santa Claus kommt einmal im Jahr (Santa Claus Is Coming to Town)
- 2013: Komm bitte nicht
- 2013: Punktgenaue Landung
- 2014: Knutschen… ich kann nichts dafür
- 2014: Verbotene Liebe
- 2015: Hör auf Dein Herz
- 2015: Mit aller Kraft („Mein Song für die Deutsche Krebshilfe“)
- 2016: Noch immer so wie immer
- 2016: Nein
- 2017: Bunt
- 2018: Mach ma laut
- 2018: Herz voraus
- 2019: Ein Tag ohne dich (mit Maximilian Arland)
- 2019: Keine Geschenke
- 2020: Nicht länger mit ihr teilen
- 2021: Weihnachten zu zweit
- 2022: Ich warte auf die Nacht
- 2022: Randale und Liebe
- 2025: Ein gebrochenes Herz

## Auszeichnungen
- Goldene Henne
  - 2013: in der Kategorie „Publikumspreis: Aufsteigerin des Jahres“

- smago! Award
  - 2013: in der Kategorie „Durchstarterin des Jahres“
  - 2014: in der Kategorie „Königin der Radio-Charts“